# Môi
Môi là một bộ phận có thể nhìn thấy, là một phần của miệng người và động vật. Môi mềm, chuyển động được và có mở ra để lấy thức ăn vào, là một bộ phận sử dụng khi hôn, cử động khi nói.
Da của môi có 3 đến 5 lớp tế bào, rất mỏng nếu so với da mặt có 16 lớp tế bào. Môi không có lông.